# عربی سودانی
عربی سودانی گویش عربی رایج در سودان و بخش‌هایی از اریتره است. این گویش یک گویش عربی ناب و تاریخی است و تلفظ برخی از حروف آن همانند عربی حجازی و متفاوت با عربی مصری است. برخی از طوایف سودان هنوز هم دارای لهجه‌ای شبیه به مردم عربستان سعودی هستند.